# Fastly
Fastly（ファストリー）は、アメリカ合衆国のクラウドコンピューティングサービスプロバイダである。Fastlyは自身のネットワークについて、開発者がコアクラウドインフラストラクチャをネットワークのエッジ、つまりユーザにより近い場所まで拡張することを助けるために設計されたエッジクラウドプラットフォームであると説明している。Fastly edge cloud platformには、コンテンツデリバリーネットワーク、画像の最適化、ビデオとストリーミング、クラウドセキュリティ、負荷分散などのサービスがある。Fastlyクラウドセキュリティのサービスには、DoS攻撃からの保護、ボットへの対処、Webアプリケーションファイアウォールなどがある。Fastly web application firewallは、Open Web Application Security Project ModSecurity Core Rule Setと独自のルールセットを利用している。
Fastlyのプラットフォームは、Varnish上に構築されている。

## 歴史
Fastlyは2011年3月にWikiaの元CTOのArthur Bergmanによって設立された。2013年6月にシリーズBの資金調達で1000万ドルを調達した。2014年4月、FastlyはHerokuのCDNアドオンであるCDN Sumoを買収したと発表した。2014年9月にはシリーズCの資金調達でさらに4000万ドルを調達し、続いて2015年8月に7500万ドルのシリーズDラウンドの資金調達を行った。
2015年9月、Googleはユーザーにサービスの提供を行うために、Fastlyや他のCDNプロバイダーとパートナーシップを結んだ。2017年4月、Fastlyはエッジクラウドプラットフォームの立ち上げを発表し、同時に画像の最適化、負荷分散、Webアプリケーションファイアウォールの提供を発表した。
また、2017年4月に5000万ドル、2018年8月に4000万ドルの資金調達を受けている。2019年4月に新規株式公開（IPO）を行い、同年5月17日にNYSEに上場した。2020年8月には、サイバーセキュリティ企業のSignal Science社を7億7500万ドルで買収することを発表した。

## オペレーション
FastlyのCDNサービスは、サイト固有のファイルを保存する'cdn.mydomain.com'のようなアドレスを提供する代わりに、すべてのウェブサイトトラフィックをFastlyのサーバ経由でルーティングするリバースプロキシモデルに従っている。その後、世界中の約60箇所のうち、リクエストユーザの位置に一番近いPoint of presenceからコンテンツを取得する。月額50USドルの最低料金が適用される従量課金制サービスとして価格設定されており、帯域幅は地域に応じた料金で課金される。コンテンツはFastlyのサービスに直接アップロードされるのではなく、エンドユーザがコンテンツにアクセスするのに必要な時間を削減するために、オリジンサーバやキャッシュサーバから定期的にプルされる仕組みになっている。
FastlyはHTTP/3プロトコルベースのUDP、DRM有効化コンテンツ、メディアアクセスを制限するための暗号化とセキュアトークンなどをサポートしている。

## 不祥事

### 2021年6月8日[22]
2021年6月8日18時50分頃にCDNに障害が発生したことを、Fastlyは報告した。これにより、Reddit、gov.uk、Twitch、Spotify、Amazonなどの多数の主要なウェブサイトや、主要なニュースサイトのニューヨーク・タイムズ、ガーディアン、CNN、BBCが利用できなくなった。その他にも、日本経済新聞社、読売新聞社、メルカリ、フィナンシャル・タイムズ（FT）、日本の政府系サイト、楽天グループのウェブサイトなどのサイトも一時的に閲覧できなくなった。パーセル・ヒーローの消費者調査部門の責任者、デビッド・ジンクスは、世界中の小売業に与えた損失を約1500億円であると試算している。影響を受けた技術系ニュースサイトのThe Vergeは、Googleドキュメントを利用して進行中の障害について報告するという対処を行った。この障害は、主要なウェブサイトの特定の機能にも影響を与え、たとえば、Twitterが使用している絵文字のホスティングサーバへの影響により絵文字が使えなくなった。Fastlyは停止の原因を特定のユーザの設定によって引き起こされたソフトウェアのバグであると説明している。